# گوسفند وحشی اوریال
قوچ‌ومیش اوریال یا گوسفند وحشی اوریال (نام علمی: Ovis orientalis vignei) گروهی از زیرگونه‌های گونهٔ گوسفند وحشی است. گوسفند وحشی به دو گروه زیرگونه‌ای تقسیم می‌شود که گروه غربی آن گوسفند وحشی ارمنی و گروه شرقی گوسفند وحشی اوریال (در زبان لاتین به معنی خاوری) تقسیم می‌شوند و گوسفندهای وحشی البرز مرکزی تلفیقی از قوچ و میش‌های ارمنی و اوریال هستند که در محدوده شرقی پراکندگی خود به قوچ و میش اوریال و در محدوده غربی به قوچ و میش ارمنی شباهت بیشتری دارند.

## ویژگی‌ها
این گوسفند وحشی، بزرگ‌ترین قوچ ایران است. نرها شاخ‌های بلندی دارند (بلندترین شاخ که مربوط به پارک ملی گلستان است و رکورد جهانی محسوب می‌شود ۱۱۳ سانتی‌متر طول دارد)، شاخ‌ها حلزونی شکلند و به طرف پهلوی صورت و روبه جلو خمیدگی دارند. سطح جلویی شاخ‌ها پهن، با زاویه‌ای تند به طرف لبه پشتی است، به طوری که مقطع شاخ‌ها مثلثی به نظر می‌رسند. ماده‌ها نیز شاخ‌های کوتاهی دارند. از ویژگی‌های دیگر این قوچ‌ها وجود موهای بلند و سفید رنگی در ناحیه زیر گردن و سینه است. موهای پشت، در تابستان کوتاه به رنگ زرد شنی، و در زمستان بلند و قهوه‌ای رنگ است. زیر شکم و کفل‌ها سفیدند. در برخی از مناطق به خصوص در جنوب و غرب محدوده پراکندگی، بعضی از قوچ‌ها دارای موهای فلفل نمکی در زیر گردن و سینه و شاخ‌هایی کوتاه‌تر هستند که به آنها قوچ مورچه می‌گویند. منابع این دو را دو گونه مستقل می‌نامند.
این پستاندار که مانند بقیه گوسفندها، جنس نر آن قوچ و جنس ماده آن میش نامیده می‌شود، به چندین زیرگونه تقسیم می‌شود که در ایران، افغانستان، پاکستان، کشمیر، شمال غربی هند و بخش‌های غربی آسیای میانه زندگی می‌کنند.